# Toshio Bando
Pour les articles homonymes, voir Bando.
Toshio Bando (坂東敏雄) est un peintre et graveur japonais né le 16 juillet 1895 à Tokushima (île de Shikoku) et mort à Boulogne-Billancourt le 1er mars 1973.
Actif en France à partir de juillet 1922, il est rattaché à la première École de Paris et à l'Association des peintres japonais de Paris (Pari Nihon bijutsu kyōkaï).

## Biographie

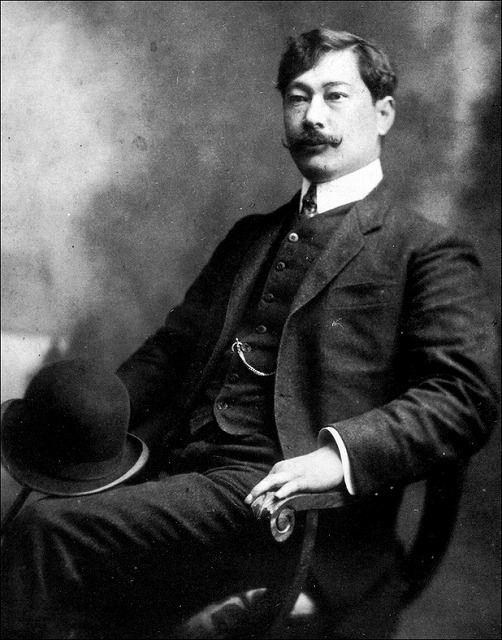
Fujishima Takeji

Toshio Tamotsu Tokiwa Tokigawa Bando, né dans une famille descendante de deux lignées de samouraïs,, voit à l'âge de sept ans sa mère, Nomura Saki, emportée par une péritonite - il est alors confié à sa grand'mère maternelle - et c'est cette grande absence que l'on dit source d'une forte présence féminine (scènes intimistes, portraits, nus) dans son œuvre à venir. Yasutarō, son père, est cadre dans une compagnie de transports maritimes d'Osaka et, bien que l'engageant initialement à suivre des études de comptabilité, soutient sans réserves le projet de l'artiste de consacrer sa vie à la peinture, lui permettant ainsi en 1913, après un bref passage chez un professeur d'Osaka, la formation à Tokyo auprès de Fujishima Takeji qui le conduira à sa première exposition de groupe à Tokyo en 1918,, la lecture de la revue d'avant-garde Shirakaba l'éclairant simultanément sur le fauvisme, le cubisme et toute la vie artistique parisienne.  
Toshio Bando arrive en France en juillet 1922, s'installe alors à l'hôtel de Nice, 4, rue des Beaux-Arts à Paris  et, à l'instar de son contemporain et aîné le peintre Micao Kono et du jeune Ruytchi Souzouki, il rejoint les rangs de l'école de Montparnasse, bénéficiant de « l'amitié et du soutien immédiats et indéfectibles de Foujita » chez qui il est hébergé un temps au 5, rue Delambre. C'est dès cette année 1922 qu'il participe au Salon d'Automne où, remarque le critique d'art André Dezarrois, « il semble le plus habile des jeunes compatriotes de Foujita qui marchent sur ses traces ». Il devient en 1923 artiste permanent de la galerie de Georges Chéron - marchand de Foujita, Chaïm Soutine et Amedeo Modigliani - après sa participation à l'exposition Foujita et la peinture japonaise que celle-ci présente en tout début d'année.

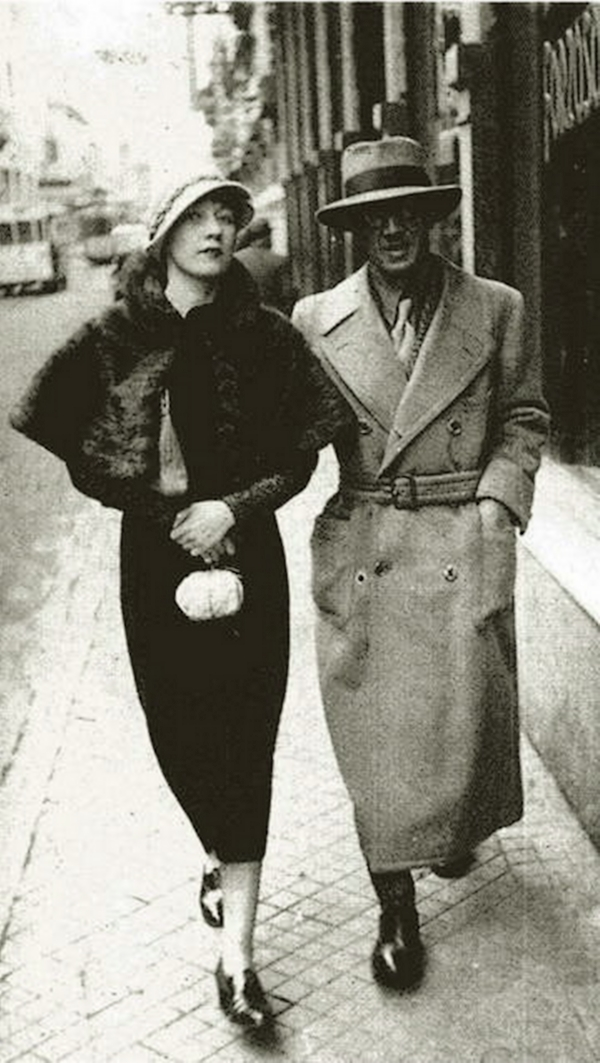
Kiki de Montparnasse et Tsugouharu Foujita

Toshio Bando va alors vivre en déménagement permanent, successivement, entre 1922 et 1925 au 23, rue Oudinot, au 20bis, rue Boissonnade, au 207, boulevard Raspail, au 22, rue Daguerre puis choisit de s'éloigner de Montparnasse pour une maison qui, située au 19, rue de la Fontaine à Pierrefitte-sur-Seine, lui permet d'accueillir des animaux qu'il peint sans relâche : chiens, chats, oiseaux et même une petite guenon. C'est de par sa vie liée alors à celle de Foujita que Toshio Bando rencontre Kiki de Montparnasse — avec qui il entretiendra une relation épistolaire soutenue — et Man Ray.
En 1931, Toshio Bando fait l'acquisition d'une résidence qu'il conservera au lieu-dit Garré à Villette (Yvelines), s'y rapprochant des notables de Mantes-la-Jolie dont il peint un certain nombre de portraits. Il prend un atelier à Paris au 23, boulevard Gouvion-Saint-Cyr en 1938, puis au 15, rue Denfert-Rochereau à Saint-Denis (Seine-Saint-Denis), enfin, après son mariage avec Toji, jeune pianiste fille de son marchand de couleurs, s'installe définitivement, en 1940, au 13, rue Nicolo à Paris. Sa fille Kimie naît en 1944.
À partir de 1957, date où sa santé commence à s'affaiblir, Toshio Bando n'apparaît que rarement dans le monde des expositions. Le 25 décembre 1972, il est victime d'une chute dans l'escalier du 13, rue Nicolo et, ne s'en remettant pas, meurt le 1er mars suivant à Boulogne-Billancourt. Il repose à Paris au cimetière du Père-Lachaise.

## Expositions

### Expositions personnelles
- Galerie Chéron, 56, rue La Boétie, Paris, 1924, 1929, 1931[12].
- Galerie Kodak, Bruxelles, 1930.
- Saint-Honoré Art Consulting, Paris, mars-avril 2011.

### Expositions collectives
- Salon Bunten, Tokyo, 1918.
- Salon d'Automne, Paris, de 1922[8] à 1926[13].
- Foujita et la jeune peinture japonaise, Galerie Chéron, Paris, janvier 1923[3].
- Salon des Tuileries, Paris, 1923, 1924[13].
- Artistes japonais à Paris, Galerie Hodebert, Paris, 1929[14].
- Salon des indépendants, Paris, de 1929 à 1932[13].
- Tsugouharu-Léonard Foujita et l'École de Paris : Amedeo Modigliani, Toshio Bando, Kinosuke Ebihara, Taneo Suenaga, Key Sato, Marcel Gimond, Max Jacob, Maurice Utrillo, Suzanne Valadon, Marie Laurencin, Moïse Kisling, Jules Pascin, Kees Van Dongen, Musée de l'École de Paris, juillet-septembre 1991.
- De Foujita à Kuroda - Des Japonais à Montparnasse, Musée du Montparnasse, Paris, octobre 1998 - janvier 1999.
- Autour du cheval, Galerie Agnès Thiébault, Paris, octobre 2005.
- Foujita et ses amis du Montparnasse, château de Chamerolles, juin-septembre 2010[15].
- Bestiaire, Galerie Samantha Sellem, Paris, mai-juin 2013.

## Réception critique
Les archives d'Armand Boutillier du Retail mentionnent qu'entre 1922 et 1932 l'œuvre de Toshio Bando est remarquée et saluée par les critiques d'art, tant en France (Gustave Kahn, Louis-Léon Martin, André Warnod) qu'en Allemagne, en Belgique, en Italie et aux États-Unis.
- « Peintre de l'intime et à la touche très personnelle, il appartient à la grande famille des artistes cosmopolites qui firent de Paris le phare de l'art moderne entre les deux guerres. » - La Gazette de l'Hôtel Drouot, 2016[7].

## Œuvre
Autour de 1930, Toshio Bando s'intéresse de façon éphémère à la gravure, ses rares eaux-fortes sur des thèmes animaliers (Chiens, Chats, Singes) étant réalisées par les Éditions artistiques Apollo, éditrices de Foujita et de Paul Jouve.

## Collections publiques

### France
- Auxerre, musée Saint-Germain, Portrait de l'artiste, huile sur toile 27 × 33 cm (dépôt du Centre national des arts plastiques)[17].
- Avignon, Musée Calvet, Portrait de Louis Thomas, peinture sur carton.
- Paris, Musée Cernuschi[18] :
  - Vierge à l'enfant, huile sur toile 73x50cm, 1924 ;
  - Autoportrait au haut-de-forme, huile sur toile 33x24cm, 1928.
- Saint-Denis, musée d'Art et d'Histoire Paul-Éluard.

### Japon
- Kobe, Choueke Family Residence[19].
- Tokushima, Musée d'art moderne (en)[3].

### Collections privées
- Jacques Boutersky, Paris[20],[21],[22].
- Paul Rosenberg[23].